# إرلينغ ليند لارسن
إرلينغ ليند لارسن (بالدنماركية: Erling Larsen)‏ هو لاعب كرة قدم دنماركي في مركز الدفاع، ولد في 9 نوفمبر 1931 في أودنسه في الدنمارك، وتوفي في 15 ديسمبر 2017. لعب مع بولدكلوبن 1909 ‏.

## وصلات خارجية
- إرلينغ ليند لارسن على موقع الاتحاد الدولي (مؤرشف)  (الإنجليزية)
- إرلينغ ليند لارسن على موقع قاعدة بيانات كرة القدم.إي يو (الإنجليزية)
- إرلينغ ليند لارسن على موقع ناشيونال فوتبول تيمز (الإنجليزية)
- إرلينغ ليند لارسن على موقع عالم كرة القدم.نت (الإنجليزية)
- إرلينغ ليند لارسن على موقع أوليمبيديا (الإنجليزية)